# Walther Spielmeyer
Walther Spielmeyer (ur. 23 kwietnia 1879 w Dessau, zm. 4 lutego 1935 w Monachium) – niemiecki lekarz neurolog, neuropatolog i psychiatra.

## Życiorys
Studiował medycynę na Uniwersytecie w Greifswaldzie i na Uniwersytecie w Halle, jego nauczycielami byli Eduard Hitzig, Karl Heilbronner i Karl Joseph Eberth. Od 1906 roku we Fryburgu Bryzgowijskim, gdzie został asystentem Alfreda Hoche. W 1905 roku habilitował się. W 1912 roku jego kandydatura na następcę Aloisa Alzheimera, dyrektora laboratorium anatomopatologicznego kliniki psychiatrycznej Uniwersytetu w Monachium, została wysunięta przez Emila Kraepelina. W Monachium pracował razem z Franzem Nisslem i Felixem Plautem. W 1913 roku uzyskał tytuł profesora nadzwyczajnego, w 1917 roku został profesorem tytularnym.
Żonaty z Marią Spielmeyer, córka Ruth została psychiatrą.
Zmarł po krótkiej chorobie, na zapalenie płuc. Został pochowany na Cmentarzu Północnym w Monachium.

## Dorobek naukowy
Spielmeyer badał m.in. uszkodzenia nerwów obwodowych i dysfunkcje mózgu spowodowane czasowymi zaburzeniami krążenia mózgowego. W 1922 opublikował Histopathologie des Neurvensystems, podręcznik neurohistopatologii z doskonałymi ilustracjami.
W jego pracowni uczyło się neuropatologii wielu lekarzy z Niemiec i zagranicy, przede wszystkim z Japonii. Wśród uczniów Spielmeyera byli Julius Hallervorden, Hugo Spatz, Hans-Joachim Scherer (1930), Angel Pentschew, Ludo van Bogaert, Nils Gellerstedt (1932–1933), Fritz Lotmar, Gustav Bodechtel (1927), Adam Opalski, Yūshi Uchimura, Berthold Ostertag, Anton von Braunmühl, Harry Zimmerman, Hans Gerhard Creutzfeldt, Gennosuke Fuse, Adolf Heidenhain, Willibald Scholz i Gerd Peters.

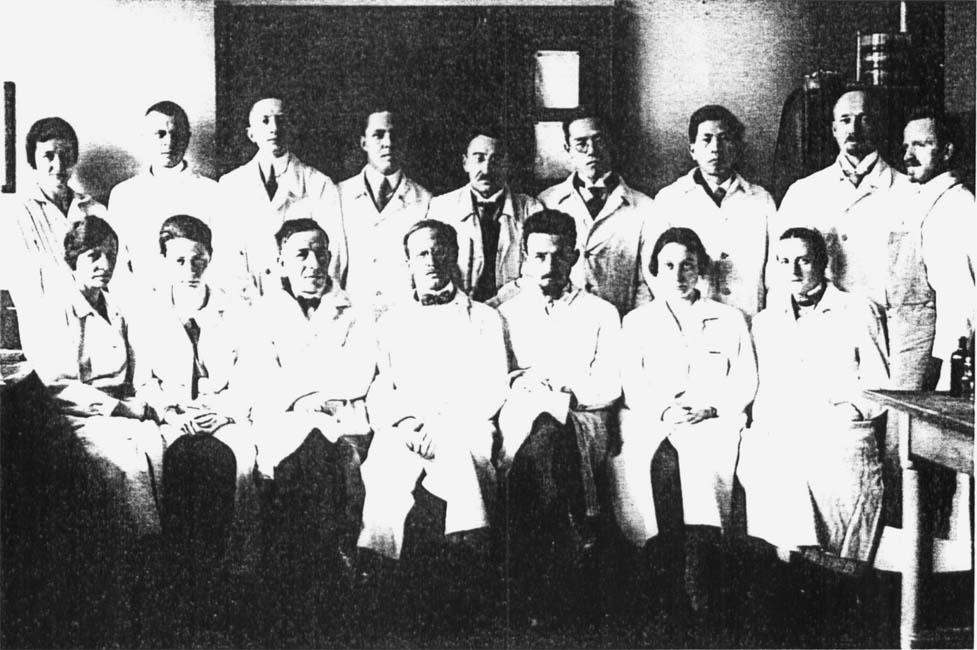
Walther Spielmeyer i jego zespół w 1927. Stoją (od lewej do prawej): Eversbusch, Julius Hallervorden, Quast, Oskar Gagel, Kutter, Yūshi Uchimura, Yushi Funakawa, Metz, Deisler. Siedzą: Adele Grombach, Hélène Gamper, Eduard Gamper, Spielmeyer, Hugo Spatz, NN, NN

Upamiętnia go nazwa choroby Spielmeyera-Vogta-Sjögrena. 

## Wybrane prace
- Ein Beitrag zur Kenntniss der Encephalitis[2]. 1902
- Ein Beitrag zur Pathologie der Tabes[3]. 1905
- Ein hydranencephales Zwillingspaar[4]. 1905
- Ueber Hemiplegie bei intakter Pyramidenbahn. Berliner klinische Wochenschrift 43, ss. 1148 (1906)
- Ueber Hemiplegie bei intakter Pyramidenbahn. Münchner Medizinische Wochenschrift liii, 1404-1407 (1906)
- Von der protoplasmatischen und faserigen Stützsubstanz des Centralnervensystems[5]. 1907
- Die Trypanosomenkrankheiten und ihre Beziehungen zu den syphilogenen Nervenkrankheiten. Jena: Fischer, 1908.
- Veränderungen des Nervensystems nach Stovainanästhesie. Münchner Medizinische Wochenschrift 55, ss. 1629-1634 (1908)
- Ueber experimentelle Schlafkrankheit. Deutsche mediznische Wochenschrift 35, ss. 2256-2258 (1909)
- Technik der mikroskopischen Untersuchung des Nervensystems. Berlin: Springer, 1911; 4. Aufl., 1930.
- Die progressive Paralyse. W: Handbuch der Neurologie Bd. 3. Berlin, 1912.
- Zur Klinik und Anatomie der Nerven-Schussverletzungen. Berlin, Springer, 1915.
- Histopathologie des Nervensystems. Erster Band: Allgemeiner Teil. Berlin: J. Springer, 1922.
- Degeneration und Regeneration am peripherischen Nerven. W: Handbuch der normalen und pathologischen Physiologie. Bd. 3; Berlin, 1929.
- Die Anatomie der Psychosen. W: Handbuch der Geisteskrankheiten. Bd. 11; Berlin, 1930.